# مدرب كرة قدم

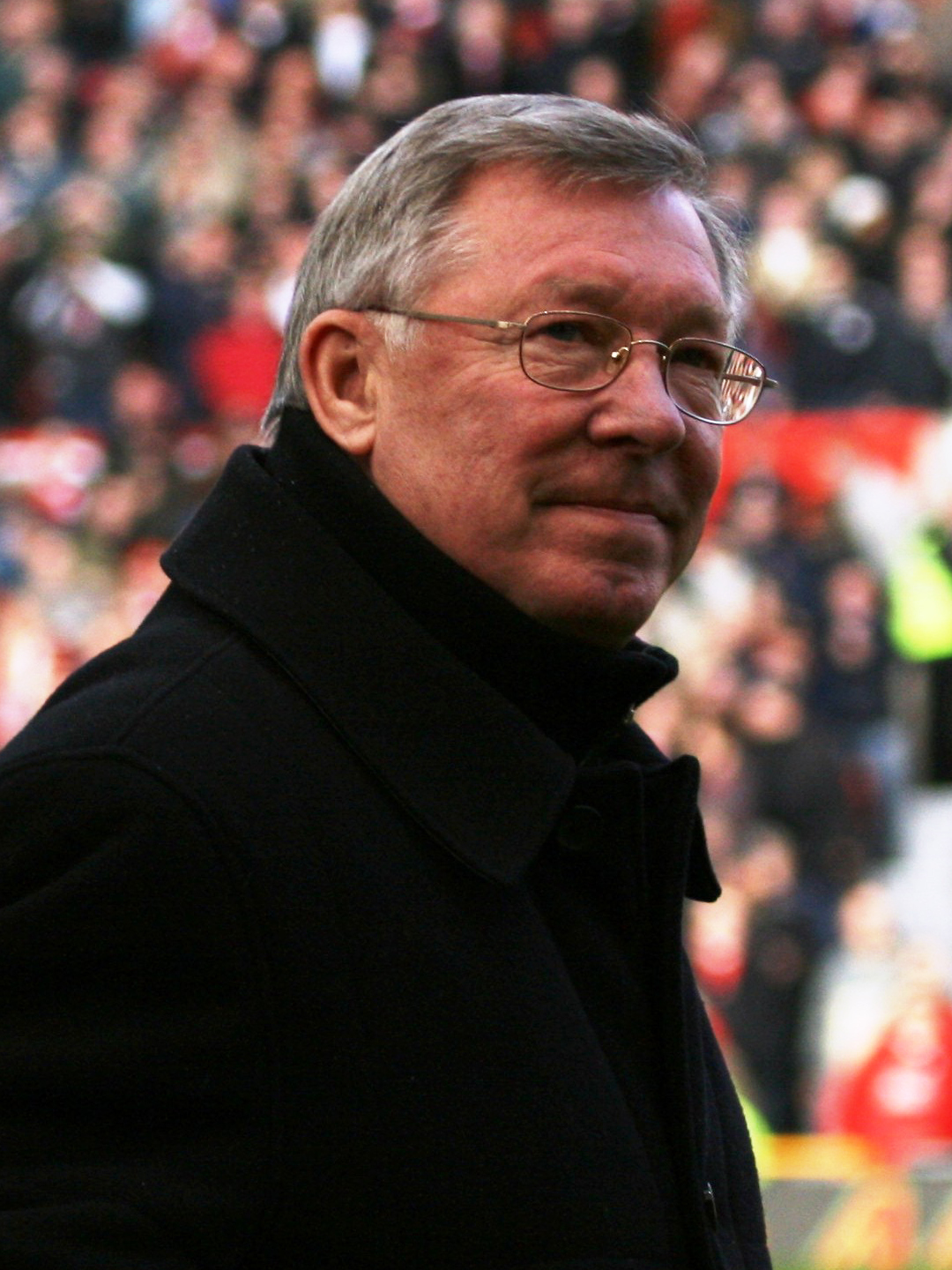
صورة أليكس فيرغسون واحد من أشهر المدربين.

المدرب (بالإنجليزية: Manager)‏ هو الشخص المسؤول عن تدريب نادي كرة قدم أو منتخب وطني ويقوم هذا المدرب بتدريب الفريق حسب معرفته وبإدارة الفريق ووضع الخطط للفريق واختيار تشكيلة الفريق وتبديل لاعبي الفريق.

## مهام المدرب
يقوم المدربون بالتخطيط والإشراف على الحصص التدريبية لتطوير اللياقة العامة ومهارات كرة القدم المحددة. قد يديرون فريقًا من المدربين الذين يركزون على مجالات محددة، مثل اللعب الدفاعي أو الهجومي أو حراسة المرمى. خلال الحصص التدريبية، يمارسون تكتيكات لعب معينة مثل الركلات الحرة أو الركلات الركنية. يقوم المدربون بتطوير أنواع مختلفة من الحصص التدريبية لفترات مختلفة. في فترة ما قبل الموسم، يركزون على مساعدة اللاعبين على استعادة لياقتهم البدنية والجاهزية. خلال الموسم التنافسي، يهدفون إلى الحفاظ على لياقة الفريق للمباريات القادمة وتحقيق التوازن بين التدريبات المكثفة وجلسات التعافي بعد المباريات.

## الفرق بين المدرب والإدارة
يتمتع مدير كرة القدم بالسيطرة الكاملة على الفريق والتشكيلة. يمكنه اختيار فريق العمل الخاص به ويمكنه أن يختار، بالاشتراك مع مجلس الإدارة والرئيس، أيّ اللاعبين يشترون ويبيعون، لكن دوره محدود في هذا الجانب من النادي حيث أنها تُعتبر من مهام المدير الرياضي، إذ يقتصر دور المدرب على لعب اللعبة وأداء الفريق، ولا يتحمل عبء المشاكل والقرارات الإضافية خارج الملعب. تتمثل مسؤوليته في اختيار تدريب اللاعبين وبناءه والإشراف عليه، واختيار فريق اللاعبين لكل مباراة، وتحديد الإستراتيجية (التكتيك) التي سيتم استخدامها، والتأكد من أن اللاعبين يفسرون هذه الإستراتيجية ويطبقون داخل أرضية الملعب.

## الواجبات والمسؤوليات
تتضمن مسؤوليات المدرب في نادٍ محترف المهام التالية:
- وضع تقييم موضوعي لاختبارات اللياقة البدنية والفنية ومتابعة اللاعبين وقيادتهم وفق المعايير المطلوبة.

- تنسيق برامج التطوير الفنية كأسلوب اللعب وتكييفيه مع الأسلوب العام الذي تنتهجه أندية الدولة.

- اختيار اللاعبين للمباريات وتشكيلتهم وتخطيط الإستراتيجية وإعطاء التعليمات للاعبين على أرضية الملعب.

- تحديد قواعد الفريق وتحديد العواقب المترتبة على الخلل في القواعد الرئيسية لكرة القدم.

- المشاركة في انتقاء وتقييم اللاعبين ووضع مقاييس الانتقاء وتثبيت أهداف التطوير وفق ما تتطلبه كل فئة سنية.
- إدارة وتقديم الندوات الصحفية قبل المباريات أو بعدها.[4]